# Bleddyn
Bleddyn  è un nome proprio di persona gallese maschile.

## Varianti
- Forme anglicizzate: Blethyn, Blethin, Blevin[1]

## Origine e diffusione

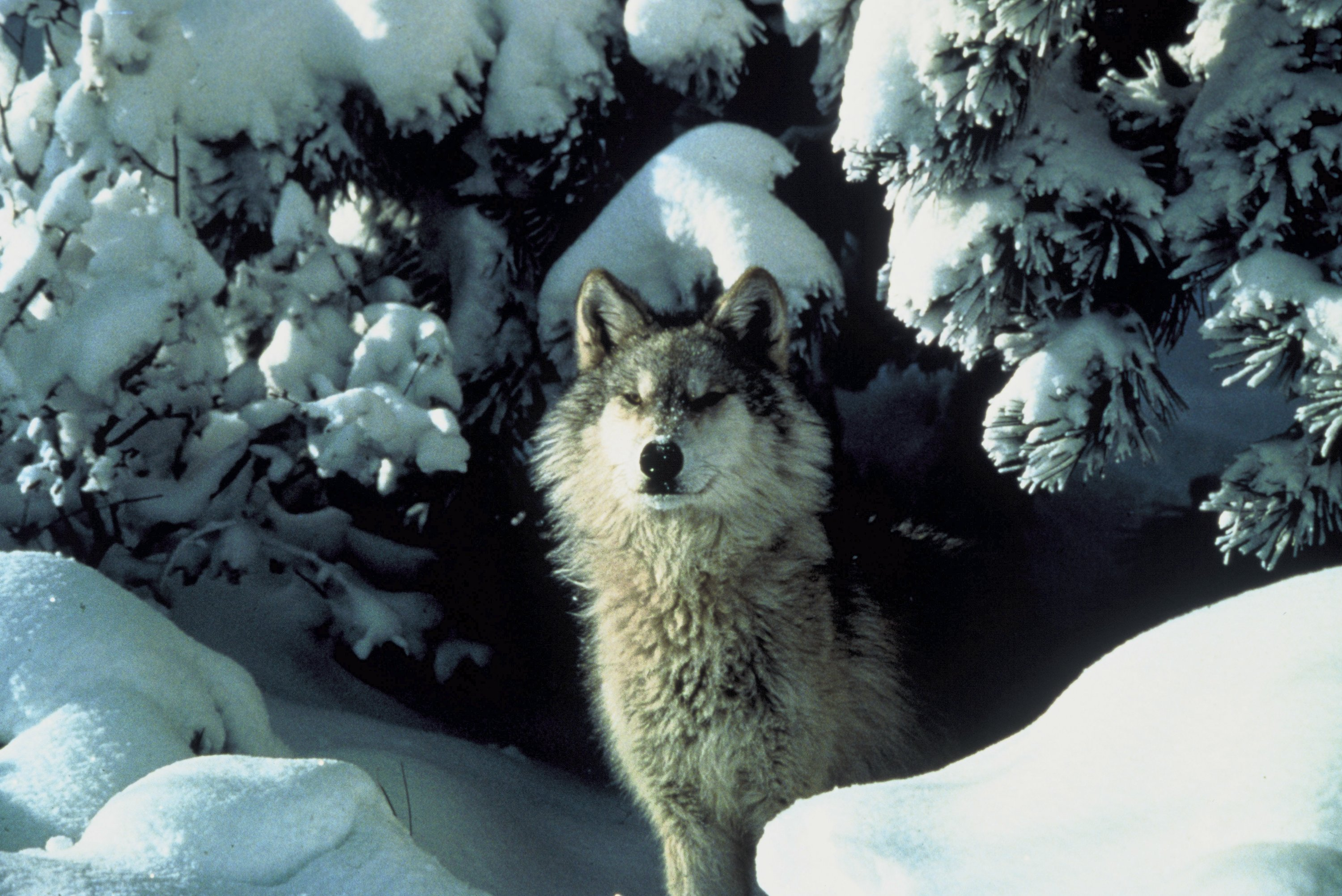
Un lupo grigio

Si basa sul termine gallese blaidd ("lupo"), combinato con un suffisso diminutivo; è quindi analogo, per significato, ai nomi Lupo, Ulfo, Vukašin, Boris e Farkas.
Nel Medioevo era piuttosto usato, e sopravvivesse più tardi soprattutto nelle sue forme anglicizzate; la forma originale ritornò in voga nel XIX secolo. Dalla variante Blethyn può derivare il nome inglese Blaine.

## Onomastico
Il nome è adespota, non essendo portato da alcun santo; l'onomastico si può festeggiare eventualmente il 1º novembre, per Ognissanti.

## Persone
- Bleddyn ap Cynfyn, re di Gwynedd e di Powys
- Bleddyn Williams, rugbista a 15 e giornalista britannico